# Ferroviário AC (Maceió)
Ferroviário AC is een Braziliaanse voetbalclub uit Maceió, de hoofdstad van de staat Alagoas.

## Geschiedenis
De club werd opgericht in 1937 en werd staatskampioen in 1954. Tegenwoordig speelt de club in lagere reeksen.

## Erelijst
Campeonato Alagoano
1954